# Юг, Пьер-Франсуа, барон д’Анкарвиль
Пьер-Франсуа Юг, более известный как барон д’Анкарвиль (фр. Pierre-François Hugues d' Hancarville, 1719, Нанси — 9 октября 1805, Падуя) — историк искусства, писатель, авантюрист. Большую часть жизни прожил в Италии.
Пьер-Франсуа Юг родился в 1719 году в городе Нанси, в Лотарингии, в бедной семье торговца тканями. В течение своей беспокойной жизни он сам себе присваивал разные титулы; наиболее известный из них, под которым он вошёл в историю XVIII века, — титул барона д’Анкарвиля.
Будучи амбициозным с раннего возраста, Д’Анкарвиль стремился к высокому социальному положению и выбрал для этого весьма достойный путь совершенствования знаний. Он самостоятельно изучал математику, физику, историю, литературу, древние языки, а также английский, итальянский и немецкий языки. В 1759 году Д’Анкарвиль анонимно опубликовал «Очерк политики и расчётливой морали» (Essai de politique et de morale calculée..), в котором попытался доказать, что рационализм можно применить к морали, и подчинить нормы личной и общественной жизни строгому анализу.
Затем он поступил на службу к принцу Людвигу Мекленбургскому и дослужился до чина капитана. Путешествовал по Германии, Франции, Испании, Португалии, Италии, в поисках удачи представляясь аристократом и постоянно меняя версии своего происхождения. Поэтому биографические сведения о нём весьма противоречивы. Известно, что он состоял на службе у герцога Вюртембергского, затем путешествовал по Пруссии, Португалии и Италии. Был профессиональным игроком в карты и, вероятно, из-за карточных долгов был арестован в Шпандау, скрывался в Париже, но был пойман и отбывал заключение в Фор-л’Эвек.
В Неаполе Пьер-Франсуа познакомился с Уильямом Гамильтоном, британским посланником, археологом-любителем и страстным коллекционером произведений античного искусства. Д’Анкарвиль вместе с Гамильтоном составил большую коллекцию античных (главным образом италийских) расписных ваз из раскопок в Геркулануме и Помпеях.
На основе коллекции, собранной Гамильтоном, д’Анкарвиль написал своё эссе об этрусских, греческих и римских древностях (Antiquités étrusques, grecques et romaines, tirées du cabinet du chevalier W. Hamilton. En anglais et en français, Naples, 1766—1767, 4 vol. in-fol. grand ouvrage sur les antiquités étrusques, grecques et romaines), изданное в Неаполе в 1766—1767 годах в 4-х томах «ин-фолио» на английском и французском языках и проиллюстрированное гравюрами. Одно время этот труд д’Анкарвиля сравнивали с «Историей искусства древности» (1764) Винкельмана. Многие историки искусства и эссеисты упоминали произведения д’Анкарвиля, но затем интерес к писателю угас в связи с более обстоятельными исследованиями. Дружеские и профессиональные интересы сблизили Пьера-Франсуа не только с Гамильтоном, но и с другим английским коллекционером, членом «Общества дилетантов», Чарльзом Таунли. На картине И. Цоффани «Чарльз Таунли с друзьями в своей галерее» (1782, Галерея Таунли-холл, Бёрнли) в центре (см. ил.) изображён не кто иной, как д’Анкарвиль.

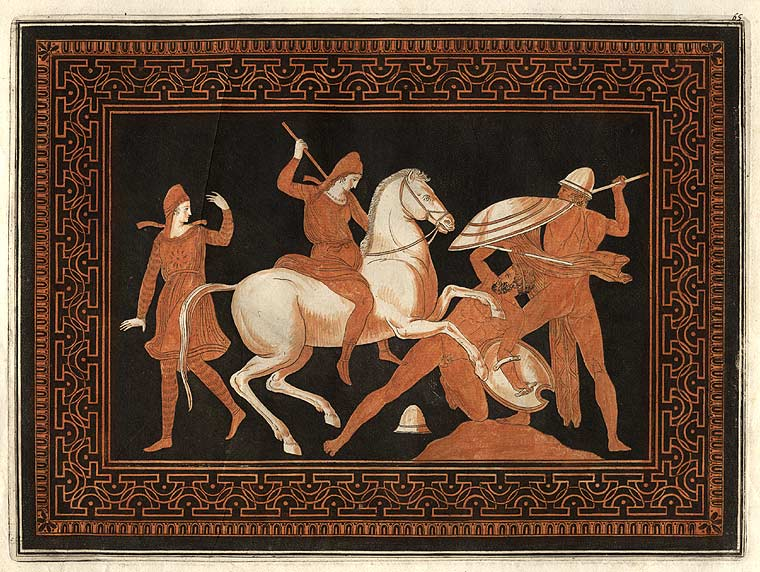
Иллюстрация из издания: Pierre-François Hugues D’Hancarville. The Complete Collection of Antiquities from the Cabinet of Sir William Hamilton

Когда Винкельман прибыл в Неаполь, то, несмотря на дурную славу, преследовавшую д’Анкарвиля, он поселился в его доме, и они «не колеблясь полюбили друг друга». Винкельман называл своего друга «капитаном Страсти» (сapitaine Tempête). Когда смерть застала Винкельмана 8 июня 1768 года в Триесте, д’Анкарвиль сделал в своей книге памятную интимную запись. В 1769 году писатель-аферист был вынужден сбежать из Неаполя от кредиторов.
В 1780 году д’Анкарвиль вернулся во Францию; вскоре после этого отправился в Англию, где пробыл несколько лет. Узнав о революции во Франции, он предпочёл вернуться в Италию. Согласно свидетельствам современников, он пользовался славой чичероне, особенно в Риме, показывая богатым путешественникам местные достопримечательности. Он проводил много времени в Венеции, в обществе мадам Марини-Альбрицци (Marini-Albrizzi), которая нарисовала его очаровательный портрет в своем эссе «Портреты» (Ritratti).
Свои размышления об античном искусстве Д’Анкарвиль обобщил в труде «Исследования происхождения, духа и развития искусств Греции и их связи с искусством и религией древнейших известных народов» (Recherches Sur L’Origine, L’Esprit Et Les Progres Des Arts De La Grece; Sur Leur Connections Avec Les Arts Et La Religion Des Plus Anciens Peuples Connus…), изданном в Лондоне в 1785 году.
В 1772 году коллекция расписных ваз Гамильтона была приобретена Британским музеем в Лондоне. Четыре тома «Antiquités étrusques, grecques et romaines…» д’Анкарвиля, созданных на основе этой коллекции, напечатанных Франческо Морелли и обильно проиллюстрированных (с раскрашенными вручную гравюрами), представляют собой одно из самых красивых изданий об искусстве.
Иллюстрации этого издания использовал Джозайя Веджвуд в своих фаянсовых изделиях и «яшмовых массах» «à la cameo», чем способствовал развитию неоклассицизма в западноевропейском искусстве второй половины XVIII века. Известны и легкомысленные, порнографические (по меркам того времени) сочинения д’Анкарвиля, стилизованные под античную поэзию.